# フレデリック・ディーファンタル
フレデリック・ディーファンタル（Frédéric Diefenthal、1968年7月26日 - ）は、フランスの俳優。ヴァル＝ド＝マルヌ県サン＝マンデ出身。

## 来歴
1990年に短編映画でデビュー。『TAXi』シリーズのエミリアン役で知られている。

## 主な出演作品
- おせっかいな天使 Gens normaux n'ont rien d'exceptionnel, Les (1993)
- TAXi Taxi (1997)
- TAXi2 Taxi 2 (2000)
- シックス・パック Six-Pack (2000)
- ルーヴルの怪人 Belphégor - Le fantôme du Louvre (2001)
- 迷宮の女 Dédales (2003)
- TAXi3 Taxi 3 (2003)
- TAXi4 Taxi 4 (2007)
- よげん　The Next Premonition (2008)
- 猟犬たちの夜 オルフェーヴル河岸36番地-パリ警視庁 Flics （2008）
- 猟犬たちの夜 そして復讐という名の牙 Flics 2 （2011）